# Moio de' Calvi
Moio de' Calvi es una localidad y comune italiana de la provincia de Bérgamo, región de Lombardía, con 195 habitantes.

## Evolución demográfica
| Gráfica de evolución demográfica de Moio de' Calvi entre 1861 y 2001 |
|                                                                      |
| Fuente ISTAT - elaboración gráfica de Wikipedia                      |